# Asparagus acutifolius
Asparagus acutifolius — вид рослин із родини холодкових (Asparagaceae).

## Біоморфологічна характеристика

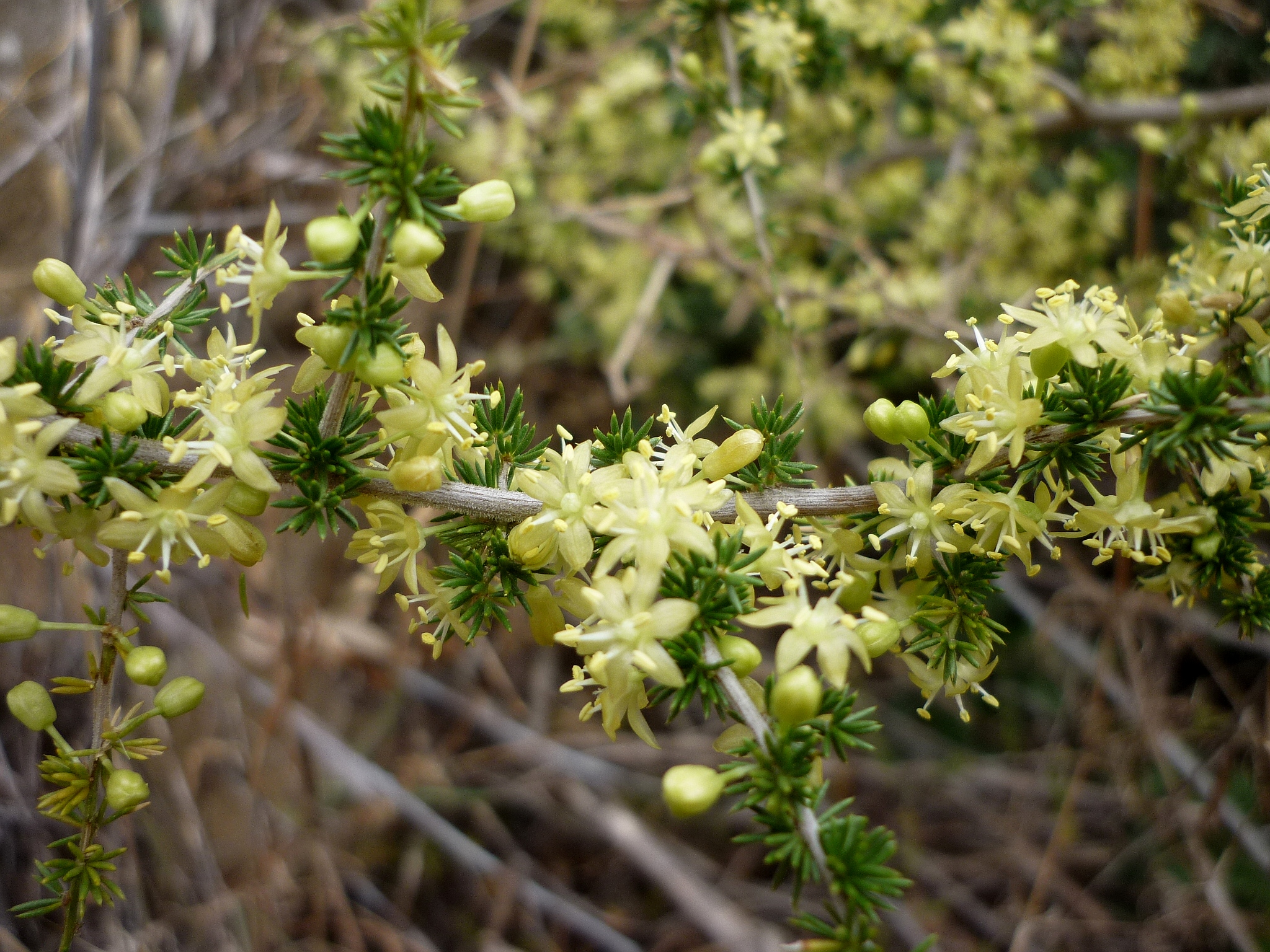

Це багаторічний дводомний вид, який в основному запилюється бджолами, і хоча самозапилення можливе, воно трапляється рідко. Це дерев'яниста рослина, вічнозелений кущ із довгими, звивистими, смугастими ребристими, зеленуватими, розгалуженими стеблами до 200 см (зазвичай до 1 метра) завдовжки; хребти з віком стаючи пурпурувато-коричневими. Філокладії жорсткі, колючі, від зелених до синьо-зелених, 2–8(12) × 0.2–0.5 мм, нерівні, об'єднані (5)10–30(50) у кожному пучку. Квітки 6-мірні, запашні, дводомні, поодинокі, чи здвоєні, чи до 4 квіток у вузлі. Квітконіжки завдовжки 3–7(8) мм, оточені групою приквітків. Чоловіча оцвітина 3–4 мм, жовтувата чи зеленувата; пиляки 1 мм. Ягода чорна при дозріванні, 4.5–7(10) мм, містить 1–2 насіння. 2n = 40. Період цвітіння: липень — жовтень.

## Середовище проживання
Ендемік Середземномор'я — Кіпр, Туреччина (євр. + аз.), Ізраїль і Палестина, пн. Лівія, Туніс, пн. Алжир, Марокко, Португалія, Іспанія (вкл. Балеарські острови), Франція (вкл. Корсика), Італія (вкл. Сардинія, Сицилія), Мальта, Албанія, Боснія і Герцеговина, Хорватія, Словенія, Сербія, Чорногорія, Північна Македонія, Греція (вкл. Крит і Східно-Егейські острови), Болгарія.
Росте на чагарникових і напівсухих місцях, на сонці або в півтіні, переважно на вапняку від 0 до 1500 м над рівнем моря. У Середземноморському басейні цей вид широко розповсюджений у лісах і чагарниках, а також у сільськогосподарських ландшафтах, таких як оливкові гаї та колишні насадження зернових культурах.

## Використання
Asparagus acutifolius є третинним генетичним родичем культивованої спаржі (A. officinalis), отже має потенціал як донор генів для покращення врожаю. A. acutifolius стійкий до грибкових захворювань Puccinia asparagi і Stemphylium vesicarium; він також адаптований до ксерофітних умов. Цей вид їстівний і відомий своїм більш тонким смаком, ніж культивована спаржа. Моліна та ін. (2012) стверджують, що цей вид високо цінується в Іспанії, Португалії, південній Франції, Італії, Туреччині та на Кіпрі, де, поряд зі збором для домашнього споживання, він продається за високою ціною на ринках, щоб доповнити сільський дохід.

## Загрози й охорона
Припускається, що збирання цього виду в дикій природі може становити загрозу, однак масштаби, тяжкість та наслідки цього лишаються невідомими. A. acutifolius зростає в заповідних територіях Люберон (Франція) та Parco Del Somma-Vesuvio e Miglio D'Oro (Італія).